# Elkhorn
Pour les articles homonymes, voir Elkhorn (homonymie).
L'Elkhorn (en anglais : Elkhorn River) est une rivière du Nebraska, affluent de la Platte River.

## Géographie
Elle prend sa source dans les Sand Hills, dans l'État du Nebraska aux États-Unis. La Platte est elle-même un affluent du Missouri.
Le lit de l'Elkhorn sillonne le nord-est et le nord du Nebraska. Le bassin de l'Elkhorn mesure environ 18 000 km2.
L'Elkhorn rejoint la Platte au sud-ouest d'Omaha, près de la ville de Gretna.

## Affluents
La rivière a plusieurs affluents, les plus importants sont la South Fork Elkhorn River (branche sud), la North Fork Elkhorn River (branche nord), la Logan Creek et la Rock Creek.

## Histoire
Au début du XIXe siècle, l'expédition Lewis et Clark atteint la rivière près de sa confluence avec la Platte.